# Lorenzo Raggi

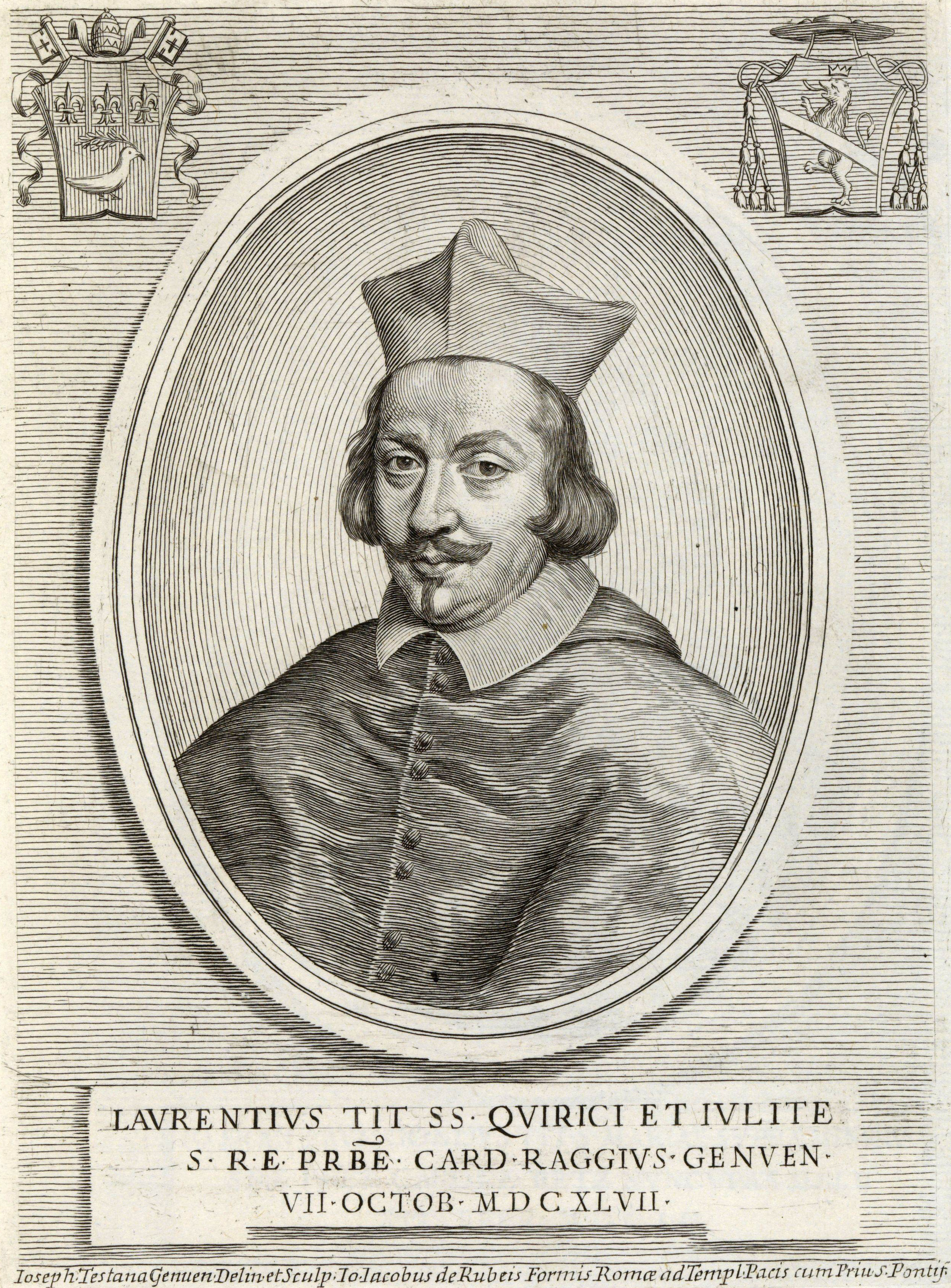
Lorenzo Kardinal Raggi (Stich von Giuseppe Maria Testana, um 1670)

Lorenzo Raggi (* 1615 in Genua; † 14. Januar 1687 in Ravenna) war ein italienischer Kardinal.

## Biografie
Raggi war ein Neffe des 1641 von Papst Urban VIII. ernannten Kardinals Ottaviano Raggi. Seinen Unterricht erhielt er in Rom und wurde dort in Philosophie promoviert. Am 16. Dezember 1641, dem Tag, an dem sein Onkel Kardinal wurde, wurde Raggi zum Kleriker der Apostolischen Kammer ernannt. Später wurde er zum Generalschatzmeister dieses Gremiums ernannt. Er wurde Kommissär der päpstlichen Truppen während der Castro-Kriege und zum Generalintendanten der Galeeren des Kirchenstaates ernannt.
Während der Abwesenheit von Kardinal Fausto Poli von Rom agierte Raggi als Haushofmeister des päpstlichen Haushalts. Einige Historiker haben angedeutet, dass Urban beabsichtigte Raggi zum Kardinal zu erheben, aber wegen seiner Krankheit und dem späteren Tod im Jahr 1644 dazu nicht in der Lage war.
Als Schatzmeister der Apostolischen Kammer leitete Raggi 1646 große Veränderungen in der Art und Weise ein, wie die Gebühren berechnet und eingezogen wurden. Er reformierte Prozesse, die während der Herrschaft von Urban Anlass zur Sorge gegeben hatten, und erhöhte die Rechenschaftspflicht.
Raggi wurde am 7. Oktober 1647 von Papst Innozenz X. zum Kardinal kreiert und im Dezember desselben Jahres zum Kardinaldiakon von Santa Maria in Domnica ernannt. Während der Abwesenheit von Kardinal Antonio Barberini von Rom fungierte er 1650 vorübergehend als Camerlengo der Heiligen Römischen Kirche. Im Jahr 1653 wurde er zum Kardinaldiakon von Sant’Angelo in Pescheria ernannt. Nach dem Tod von Innozenz X. im Jahr 1655 nahm Raggi am Konklave teil, das Papst Alexander VII. wählte.
Raggi wurde 1660 Kardinaldiakon von Sant'Eustachio und 1664 Kardinalpriester von Santi Quirico e Giulietta. Im gleichen Jahr wurde er der Kronkardinal von Sizilien, ein Amt, das er bis zu seinem Tod innehatte.
Er nahm am Konklave 1667, welches Papst Clemens IX. wählte, am Konklave 1669–70, welches Papst Clemens X. wählte, und am Konklave 1676, welches Papst Innozenz XI. wählte, teil. 1679 wurde er Kardinalpriester von San Lorenzo in Damaso.
Zweimal bot ihm König Philipp IV. von Spanien Erzbistümer an, zuerst Salerno und Tarent, Raggi lehnte aber beide ab. Stattdessen diente er als Legat in der Romagna. Schließlich entschied er sich für ein Suburbikarisches Bistum und wurde im Januar 1680 zum Kardinalbischof von Palestrina erhoben. Die Bischofsweihe erfolgte am 14. Januar desselben Jahres durch Kardinal Alderano Cibo.
Kardinal Raggi starb auf den Tag genau sieben Jahre später, am 14. Januar 1687, in Ravenna und wurde in der Basilika Sant’Apollinare Nuovo beigesetzt.